# La bobocracia
La bobocracia és un curtmetratge d'animació cubà del 1992. Fou dirigit per Elisa Rivas, i el guió es basa en un acudit de l'humorista Arístides Hernández.